# Coupe de France masculine de handball 1994-1995
Navigation
Coupe de France 1993-1994 Coupe de France 1995-1996
La coupe de France masculine de handball 1994-1995 est la 14e édition de la compétition.
À noter que les clubs de D1 ne sont entrés dans la compétition qu'au mois de juin 1995, soit après la victoire du Montpellier Handball en Championnat et surtout après que l'équipe de France a remporté le Championnat du monde 1995.
L'Olympique de Marseille Vitrolles remporte sa deuxième coupe de France en disposant en finale du SC Sélestat et est ainsi qualifié pour la Coupe d'Europe des vainqueurs de coupe.

## Tours préliminaires

### Premier tour
Les résultats du premier tour, opposant les clubs de Division 2 entre le 20 et le 23 février 1995 sont :
| Équipe 1                           | Score   | Équipe 2                        | Aller   | Retour  |
| ---------------------------------- | ------- | ------------------------------- | ------- | ------- |
| Stade français Issy-les-Moulineaux | 43 - 46 | ES Falaise                      | 25 - 23 | 18 - 23 |
| Billère Handball                   | 47 - 41 | Angers Noyant Handball          | 23 - 19 | 24 - 22 |
| Villeurbanne HBC                   | 57 - 56 | ES Besançon                     | 31 - 26 | 26 - 30 |
| Mulhouse Sud Alsace                | 51 - 46 | Massy 91 Finances               | 27 - 22 | 24 - 24 |
| HBC Villefranche-sur-Saône         | 43 - 40 | RSC Montreuil                   | 21 - 15 | 22 - 25 |
| JAD Villemomble                    | 46 - 50 | SLUC Nancy COS Villers          | 23 - 25 | 23 - 25 |
| ASCA Wittelsheim                   | 52 - 59 | CSM Épinay                      | 26 - 28 | 26 - 31 |
| SMEC Metz                          | 37 - 44 | HBC Villeneuve d'Ascq           | 19 - 27 | 18 - 17 |
| Vénissieux handball                | 36 - 57 | Sporting Toulouse 31            | 21 - 25 | 15 - 32 |
| Carcassonne HBC                    | 34 - 50 | USAM Nîmes Gard                 | 17 - 24 | 17 - 26 |
| Nice HB Côte d'Azur                | forfait | Handball Mougins Mouans-Sartoux | -       | -       |
| AS Saint-Raphaël                   | forfait | Istres Sports                   | -       | -       |

### Deuxième tour
Les résultats du deuxième tour, opposant les clubs de D2 entre le 1er et le 5 mai 1995 sont, :
| Équipe 1                    | Score   | Équipe 2                        | Aller   | Retour  |
| --------------------------- | ------- | ------------------------------- | ------- | ------- |
| SO Chambéry                 | ? - ?   | CSM Épinay (D2)                 | ? - ?   | ? - ?   |
| HBC Villeneuve d'Ascq (D2)  | 44 - 49 | RC Strasbourg                   | 20 - 25 | 24 - 24 |
| ES Falaise                  | ? - ?   | US Dunkerque                    | ? - ?   | ? - ?   |
| Mulhouse Sud Alsace (D2)    | ? - ?   | CSM Livry-Gargan                | ? - ?   | ? - ?   |
| UMS Pontault-Combault       | ? - ?   | Handball Saint-Brice 95         | ? - ?   | ? - ?   |
| USAM Nîmes Gard (D2)        | 43 - 47 | Girondins de Bordeaux HBC       | 22 - 21 | 21 - 26 |
| SLUC Nancy COS Villers (D2) | 38 - 47 | SC Sélestat                     | 17 - 22 | 21 - 25 |
| Billère Handball (D2)       | 35 - 36 | Sporting Toulouse 31 (D2)       | 27 - 24 | 18 - 22 |
| Saint-Raphaël Var Handball  | ? - ?   | Nice HB Côte d’Azur (D2)        | ? - ?   | ? - ?   |
| Villeurbanne HBC (D2)       | 49 - 46 | HBC Villefranche-sur-Saône (D2) | 24 - 27 | 25 - 19 |

Remarque : Le site Les Sports.info n’est pas cohérent avec les matchs annoncés par la FFHB et les équipes qualifiées pour les huitièmes de finale. En l’absence de cohérence, les scores donnés par Les Sports.info ne sont alors pas conservés.

### Huitièmes de finale
Les résultats des huitièmes de finale sont :
| Équipe 1                  | Score   | Équipe 2                  | Aller   | Retour  |
| ------------------------- | ------- | ------------------------- | ------- | ------- |
| Villeurbanne HBC (D2)     | 48 - 63 | US Ivry                   | 23 - 27 | 25 - 36 |
| OM Vitrolles              | 46 - 45 | US Créteil                | 20 - 21 | 26 - 24 |
| Montpellier Handball      | 54 - 54 | USM Gagny 93              | 25 - 28 | 29 - 26 |
| RC Strasbourg             | 46 - 43 | Girondins de Bordeaux HBC | 20 - 22 | 26 - 21 |
| SO Chambéry               | 37 - 36 | US Dunkerque              | 19 - 17 | 18 - 19 |
| Sporting Toulouse 31 (D2) | 44 - 42 | UMS Pontault-Combault     | 25 - 19 | 19 - 23 |
| Nice HB Côte d’Azur (D2)  | 44 - 58 | PSG Asnières              | 19 - 31 | 25 - 27 |
| Mulhouse Sud Alsace (D2)  | 43 - 52 | SC Sélestat               | 23 - 24 | 20 - 28 |

Parmi les résultats notables, on peut remarquer que les qualifications de justesse du Montpellier Handball, champion de France, face à l’USM Gagny 93 (victoire à Gagny de 3 buts après une défaite à domicile sur le même score et donc qualification a priori selon la règle du nombre de buts marqués à l’extérieur) et de l’OM Vitrolles face à l’US Créteil (victoire à Créteil de 2 buts après une défaite d’un but à domicile). De plus, le Sporting Toulouse 31, qui évolue en D2, a éliminé l'UMS Pontault-Combault, pensionnaire de D1.

## Phase finale
|  | Quarts de finale          | Quarts de finale          | Quarts de finale | Quarts de finale |              |              | Demi-finales | Demi-finales | Demi-finales | Demi-finales |  |  | Finale | Finale | Finale | Finale |
|  |                           |                           |                  |                  |              |              |              |              |              |              |  |  |        |        |        |        |
|  |                           |                           |                  |                  |              |              |              |              |              |              |  |  |        |        |        |        |
|  |                           |                           |                  |                  |              |              |              |              |              |              |  |  |        |        |        |        |
|  | OM Vitrolles              | OM Vitrolles              | 23               | 33               |              |              |              |              |              |              |  |  |        |        |        |        |
|  | OM Vitrolles              | OM Vitrolles              | 23               | 33               |              |              |              |              |              |              |  |  |        |        |        |        |
|  | Montpellier Handball      | Montpellier Handball      | 27               | 20               |              |              |              |              |              |              |  |  |        |        |        |        |
|  | Montpellier Handball      | Montpellier Handball      | 27               | 20               | OM Vitrolles | OM Vitrolles | 24           | 35           |              |              |  |  |        |        |        |        |
|  |                           |                           |                  |                  | OM Vitrolles | OM Vitrolles | 24           | 35           |              |              |  |  |        |        |        |        |
|  |                           |                           | PSG Asnières     | PSG Asnières     | 23           | 28           |              |              |              |              |  |  |        |        |        |        |
|  | PSG Asnières              | PSG Asnières              | PSG Asnières     | PSG Asnières     | 23           | 28           | 32           | 28           |              |              |  |  |        |        |        |        |
|  | PSG Asnières              | PSG Asnières              |                  |                  |              |              |              | 28           |              |              |  |  |        |        |        |        |
|  | US Ivry                   | US Ivry                   | 23               | 27               |              |              |              |              |              |              |  |  |        |        |        |        |
|  | US Ivry                   | US Ivry                   | 23               | 27               | OM Vitrolles | OM Vitrolles | 19           | 26           |              |              |  |  |        |        |        |        |
|  |                           |                           |                  |                  | OM Vitrolles | OM Vitrolles | 19           | 26           |              |              |  |  |        |        |        |        |
|  |                           |                           | SC Sélestat      | SC Sélestat      | 19           | 21           |              |              |              |              |  |  |        |        |        |        |
|  | Sporting Toulouse 31 (D2) | Sporting Toulouse 31 (D2) | SC Sélestat      | SC Sélestat      | 19           | 21           | 18           | 12           |              |              |  |  |        |        |        |        |
|  | Sporting Toulouse 31 (D2) | Sporting Toulouse 31 (D2) |                  |                  |              |              |              |              |              |              |  |  |        |        |        |        |
|  | SC Sélestat               | SC Sélestat               | 17               | 21               |              |              |              |              |              |              |  |  |        |        |        |        |
|  | SC Sélestat               | SC Sélestat               | 17               | 21               | SC Sélestat  | SC Sélestat  | 17           | 21           |              |              |  |  |        |        |        |        |
|  |                           |                           |                  |                  | SC Sélestat  | SC Sélestat  | 17           | 21           |              |              |  |  |        |        |        |        |
|  |                           |                           | SO Chambéry      | SO Chambéry      | 15           | 18           |              |              |              |              |  |  |        |        |        |        |
|  | RC Strasbourg             | RC Strasbourg             | SO Chambéry      | SO Chambéry      | 15           | 18           | 27           | 18           |              |              |  |  |        |        |        |        |
|  | RC Strasbourg             | RC Strasbourg             |                  |                  |              |              |              | 18           |              |              |  |  |        |        |        |        |
|  | SO Chambéry               | SO Chambéry               | 27               | 18               |              |              |              |              |              |              |  |  |        |        |        |        |
|  | SO Chambéry               | SO Chambéry               | 27               | 18               |              |              |              |              |              |              |  |  |        |        |        |        |
|  |                           |                           |                  |                  |              |              |              |              |              |              |  |  |        |        |        |        |

### Quarts de finale
Les résultats des quarts de finale sont :
- Montpellier Handball b. OM Vitrolles 27-23 (15-13). 
  - Montpellier : G. Anquetil (9, dont 3 pen.), Cazal (6), Puigségur (4), F. Anquetil (3), Houlet (3), Mocanu (1), Wiltberger (1).
  - OM Vitrolles : Kuzmanovski (6), Munier (6), Gardent (3), Volle (3), Jacques (3, dont 2 pen.), Richardson (1), Amalou (1).
- OM Vitrolles b. Montpellier Handball 33-20 (16-8). 
  - OM Vitrolles : Volle (10 dont 4 pen.), Munier (5), Richardson (4), Kuzmanovski (4), Amalou (3), Perreux (2), Julia (2), Jacques (1), Quintin (1), Gardent (1).
  - Montpellier : Cazal (6), Wiltberger (5), Houlet (3), G. Anquetil (3, dont 1 pen.), Puigségur (2), Teyssier (1).

Le OM Vitrolles s'impose 56 à 47.
- PSG Asnières b. US Ivry 32-23 (13-10). 
  - PSG Asnières : Latchimy (10, dont 4 pen.), Stoecklin (6), Lathoud (5), Payet (5), Cordinier (4), Champenoy (1), Leton (1).
  - Ivry : Joulin (6), Prandi (4), Poinsot (4, dont 3 pen.), Blin (3), Nita (2), Schaaf (1), Hager (1), Duchemann (1), Koudinov (1).
- PSG Asnières b. US Ivry 28-27 (13-12). 
  - PSG Asnières : Latchimy (10, dont 3 pen.), Stoecklin (6), Cordinier (5), Lathoud (4), Payet (2), Champenoy (1).
  - Ivry : Nita (8, dont 2 pen.), Prandi (6), Hager (5), Blin (4), Joulin (2), Schaaf (1), Poinsot (1).

Le PSG Asnières s'impose 60 à 50.
- RC Strasbourg et SO Chambéry 27-27 (15-12). 
  - Strasbourg : C. Seck (6), Beșta (6), Lhou Moha (6), Durban (3), Schwartz (3), Loehrer (1), Roth (1), Schneider (1).
  - Chambéry : G. Gille (8), Chapel (6), Borsos (6, dont 5 pen.), Fabre (4), Majstorović (1), Perrier (1), Molliex (1).
- SO Chambéry et RC Strasbourg 18-18 (7-12). 
  - Chambéry : Borsos (5, dont 2 pen.), Chapel (3), Reverdy (3), G. Gille (3), Molliex (2), Majstorović (2).
  - Strasbourg : Beșta (6), Schwartz (5, dont 1 pen.), Lhou Moha (2), Roth (2), C. Seck (2), D. Seck (1).

Le SO Chambéry qualifié au détriment de Strasbourg, a priori selon la règle du nombre de buts marqués à l’extérieur (27 contre 18).
- Sporting Toulouse 31 (D2) b. SC Sélestat 18-17 (7-11). 
  - Toulouse : Bendjemil (7, dont 3 pen.), Plantin (3, dont 1 pen.), Cerdan (2), Ouerghemmi (2), Thibaut (1), Réa (1), Caillard (1), Schmitt (1).
  - Sélestat : Berthier (5, dont 1 pen.), Engel (4), Gateau (4), Stachnick (2), Barreira (1), Barassi (1).
- SC Sélestat b. Sporting Toulouse 31 (D2) 21-12 (8-5). 
  - Sélestat : Stachnick (6), Barreira (6, dont 2 pen.), Berthier (3), Engel (3), Gateau (3).
  - Toulouse : Schmitt (4), Ouerghemmi (3 pen.), Plantin (2), Réa (1), Carniel (1), Bendjemil (1 pen.).

Le SC Sélestat s'impose 38 à 30.

### Demi-finales
Les résultats des demi-finales sont :
- OM Vitrolles b. PSG Asnières 24-23. 
  - OM Vitrolles : Volle (7, dont 4 pen.), Kuzmanovski (5), Gardent 3), Julia (2), Munier (2), Perreux (2), Richardson (2), Amalou (1).
  - PSG Asnières: Stoecklin (7, dont 2 pen.), Lathoud (5), Cordinier (4), Latchimy (2), Champenoy (2), Payet (1), Motte (1), Leton (1).
- OM Vitrolles b. PSG Asnières 35-28 (15-17). 
  - OM Vitrolles : Munier (7), Richardson (6), Gardent (6), Kuzmanovski (6, dont 1 pen.), Perreux (4), Volle (3, dont 1 pen.), Quintin (2), Amalou (1).
  - PSG Asnières : Stoecklin (9, dont 3 pen.), Latchimy (8, dont 1 pen.), Champenoy (6), Moualek (2), Lathoud (2), Farrenc (1).

Le OM Vitrolles s'impose 58 à 52.
- SC Sélestat b. SO Chambéry 17-15. 
  - Sélestat : Stachnick (5), Barassi (3), Berthier (3), Engel (2), Gateau (2), Barreira (2, dont 1 pen.).
  - Chambéry : Borsos (7, dont 3 pen.), G. Gille (3), Chapel (2), Fabre (2), Majstorović (1).
- SC Sélestat b. SO Chambéry 21-18 (9-9). 
  - Sélestat : Barreira (8, dont 4 pen.), Stachnick (4), Berthier (3), Gateau (3), Barassi (2), Engel (1).
  - Chambéry : Borsos (5), Majstorović (5, dont 1 pen.), L. Burdet (4), C. Burdet (2), Chapel (1), G. Gille (1).

Le OM Vitrolles s'impose 38 à 33.

### Finale
Lors de la finale aller, disputée le 23 juin 1995 au COSEC de l'Ill à Sélestat devant 2 000 spectateurs et sous l'arbitrage de MM Cailleaux et Thirion, le SC Sélestat et OM Vitrolles ont fait match nul 19-19 (mi-temps 9-12), :
SC Sélestat
- Gardiens de buts : Hoffer (1re à 20e, 4 arrêts dont 2 pen) et Schmutz (20e à 60e, 6 arrêts).
- Joueurs de champs (19) : Barreira (5, dont 3 pen.), Barassi (3), Engel (3), Gateau (3), Berthier (2), Stachnick (2), Schmidt (1), Golling (0).

OM Vitrolles
- Gardiens de buts : Đorđić (1re à 35e et 50e à 60e, 13 arrêts dont 3 pen) et Delattre (35e à 50e, 1 arrêt).
- Joueurs de champs (19) : Gardent (4), Kuzmanovski (4, dont 1 pen.), Volle (3, dont 2 pen.), Jacques (2), Richardson (2), Julia (1), Quintin, (1), Amalou (1), Merlaud (1), Munier (0).

Lors de la finale retour, disputée le 25 juin 1995 au Stadium de Vitrolles à Vitrolles devant 2 000 spectateurs et sous l'arbitrage de MM Cailleaux et Thirion, l'OM Vitrolles a battu le SC Sélestat 26-21 (mi-temps 14-11), :
OM Vitrolles
- Gardiens de buts : Đorđić (1re à 30e et 43e à 60e, 18 arrêts dont 1 pen) et Delattre (30e à 43e, 2 arrêts).
- Joueurs de champs (26) : Volle (9, dont 4 ou 5 pen.), Gardent (5), Kuzmanovski (4, dont 1 pen.), Jacques (3), Richardson (3), Amalou (1), Merlaud (1), Perreux (0).

SC Sélestat
- Gardiens de buts : Schmutz (1re à 30e, 10 arrêts dont 1 pen) et Hoffer (30e à 60e, 13 arrêts dont 1 pen).
- Joueurs de champs (21) : Barreira (8, dont 4 pen.), Berthier (5), Gateau (3), Camara (2), Stachnick (2), Engel (1), Barassi (0), Golling (0).

## Vainqueur final
| Coupe de France masculine 1994-1995 Olympique de Marseille Vitrolles (2e coupe de France) |